# Retroaktivitetsförbudet
Retroaktivitetsförbudet innebär att en bestämmelse inte får tillämpas på företeelser som skedde innan bestämmelsen trädde i kraft. Inom straffrätten märks detta på så vis att man ej kan straffas för gärning begången innan gärningen var straffbar. Detta framgår i svensk rätt av regeringsformens andra kapitels tionde paragraf, i vilken stadgas att "Straff eller annan brottspåföljd får icke åläggas för gärning som icke var belagd med brottspåföljd, när den förövades". Detta får endast åsidosättas av riksdagen om det är "påkallat av särskilda skäl i samband med krig, krigsfara eller svår ekonomisk kris". Retroaktivitetsförbundet ses som en av grundprinciperna i rättsstaten.